# Подребер (Семич)
Подребер (словен. Podreber) је насељено место у општини Семич, регија Југоисточна Словенија, Словенија.

## Историја
До територијалне реорганизације у Словенији био је у саставу старе општине Чрномељ.

## Становништво
У попису становништва из 2011. године, Подребер је имао 63 становника.
| Број становника према пописима | Број становника према пописима | Број становника према пописима |
| ------------------------------ | ------------------------------ | ------------------------------ |
| 1991                           | 2002                           | 2011                           |
| 58                             | 56                             | 63                             |

Напомена: Године 1955. повећано за насеље Голише, које је укинуто. Године 1990. повећана за делове насеља Кал и Штрекљевец. Године 2007. извршена је мања размена територија између насеља Подребер и Семич.